# Dan Coleman
Daniel Coleman (Minneapolis, 13 februari 1985) is een Amerikaans voormalig basketballer.

## Carrière
Coleman speelde collegebasketbal voor de Minnesota Golden Gophers van 2004 tot 2008. Hij werd niet gekozen in de NBA draft van 2008 maar speelde in de zomer wal in de NBA Summer League voor de Minnesota Timberwolves. Hij tekende zijn eerste profcontract in de Portugese competitie bij AD Vagos waar hij meteen tot MVP van de competitie werd verkozen. Hij tekende daarop bij de Franse tweedeklasser JL Bourg Basket en speelde er twee seizoenen. In december 2011 maakte hij de overstap naar reeksgenoot JA Vichy waar hij tot mei 2012 speelde.
Voor de start van het seizoen 2012/13 tekende hij bij de Sioux Falls Skyforce maar in december 2012 werd zijn contract verbroken. Hij tekende daarop in de Finse competitie bij Kataja Basket. Hij speelde nog een laatste seizoen voor de Nederlandse eersteklasser GasTerra Flames waarmee hij de beker en landstitel won.

## Privéleven
Zijn neef Ben Coleman was ook een basketballer net zoals zijn broer Joe die ook voor de Minnesota Golden Gophers speelde.

## Erelijst
- Portugese competitie MVP: 2009
- Nederlands landskampioen: 2014
- DBL All-Star: 2014
- NBB-Beker: 2014

4 Slagter ·
5 Coleman ·
6 Van der Ark ·
7 Bouwknecht ·
8 Dourisseau ·
9 Osaikhwuwuomwan ·
11 Wright ·
12 Bekkering ·
13 Hof ·
14 Pryor ·
15 Koenis ·
21 Voorn ·
Coach: Skelin
· Assistent-coach: Mekel